# Arlempdes
Arlempdes (prononcer Arlandes) est une commune du département de la Haute-Loire, dans la région Auvergne-Rhône-Alpes, en France, située à 27 km environ au sud-est du Puy-en-Velay.
La commune fait partie de l'association Les Plus Beaux Villages de France.

## Géographie
Le village d'Arlempdes est principalement connu pour son site magnifique ainsi que son château éponyme, autrefois siège d'une baronnie. Il est encaissé au fond de la vallée de la Loire, à une trentaine de kilomètres seulement de sa source. Un piton rocheux (dyke volcanique) sert de piédestal aux ruines du château, qui surplombent ainsi la rivière d'une centaine de mètres.
Le paysage est dominé par de superbes coulées basaltiques, parfois sous forme d'orgues, qui témoignent du passé volcanique de la région. Sa signification en celte : « la vallée des éboulis » est sans doute une référence à l'effondrement de ces orgues, colonnes fracturées en centaines de rochers plus ou moins importants.
Arlempdes est le bourg-centre d'une commune de 1 300 hectares dispersée en une dizaine de villages ou hameaux. Le village lui-même ne compte que peu d'habitants ; c'est une petite bourgade aux maisons anciennes et de mieux en mieux rénovées.
Le site se trouve à 7 km de la route nationale 88 joignant Saint-Étienne (Loire) au sud de la France, au niveau du village de Costaros.

### Localisation
La commune d'Arlempdes se trouve dans le département de la Haute-Loire, en région Auvergne-Rhône-Alpes.
Elle se situe à 31,5 km par la route du Puy-en-Velay, préfecture du département, et à 24 km de Cussac-sur-Loire, bureau centralisateur du canton du Velay volcanique dont dépend la commune depuis 2015 pour les élections départementales.
Les communes les plus proches sont : 
Goudet (2,7 km), Vielprat (2,7 km), Saint-Arcons-de-Barges (2,9 km), Salettes (3,3 km), Barges (3,9 km), Saint-Martin-de-Fugères (4,6 km), Alleyrac (5,7 km), Lafarre (5,8 km).
Arlempdes est limitrophe des communes suivantes, toutes situées dans l'arrondissement du Puy-en-Velay :
|        | Le Brignon                     | Goudet   |
|        | Arlempdes                      | Salettes |
| Landos | Barges, Saint-Arcons-de-Barges | Vielprat |

### Climat
Pour des articles plus généraux, voir Climat d'Auvergne-Rhône-Alpes et Climat de la Haute-Loire.
En 2010, le climat de la commune est de type climat de montagne, selon une étude du Centre national de la recherche scientifique s'appuyant sur une série de données couvrant la période 1971-2000. En 2020, Météo-France publie une typologie des climats de la France métropolitaine dans laquelle la commune est exposée à un climat de montagne ou de marges de montagne et est dans la région climatique Sud-est du Massif Central, caractérisée par une pluviométrie annuelle de 1 000 à 1 500 mm, minimale en été, maximale en automne.
Pour la période 1971-2000, la température annuelle moyenne est de 9 °C, avec une amplitude thermique annuelle de 16,1 °C. Le cumul annuel moyen de précipitations est de 1 260 mm, avec 9,2 jours de précipitations en janvier et 6,2 jours en juillet. Pour la période 1991-2020, la température moyenne annuelle observée sur la station météorologique de Météo-France la plus proche, « Saint-Paul-de-Tartas », sur la commune de Saint-Paul-de-Tartas à 7 km à vol d'oiseau, est de 7,3 °C et le cumul annuel moyen de précipitations est de 787,7 mm,. Pour l'avenir, les paramètres climatiques de la commune estimés pour 2050 selon différents scénarios d'émission de gaz à effet de serre sont consultables sur un site dédié publié par Météo-France en novembre 2022.

## Urbanisme

### Typologie
Au 1er janvier 2024, Arlempdes est catégorisée commune rurale à habitat très dispersé, selon la nouvelle grille communale de densité à sept niveaux définie par l'Insee en 2022.
Elle est située hors unité urbaine et hors attraction des villes,.

### Occupation des sols
L'occupation des sols de la commune, telle qu'elle ressort de la base de données européenne d’occupation biophysique des sols Corine Land Cover (CLC), est marquée par l'importance des territoires agricoles (76,4 % en 2018), une proportion identique à celle de 1990 (76,4 %). La répartition détaillée en 2018 est la suivante : 
prairies (41,1 %), zones agricoles hétérogènes (31,6 %), forêts (21 %), terres arables (3,7 %), espaces ouverts, sans ou avec peu de végétation (1,6 %), milieux à végétation arbustive et/ou herbacée (0,9 %). L'évolution de l’occupation des sols de la commune et de ses infrastructures peut être observée sur les différentes représentations cartographiques du territoire : la carte de Cassini (XVIIIe siècle), la carte d'état-major (1820-1866) et les cartes ou photos aériennes de l'IGN pour la période actuelle (1950 à aujourd'hui).

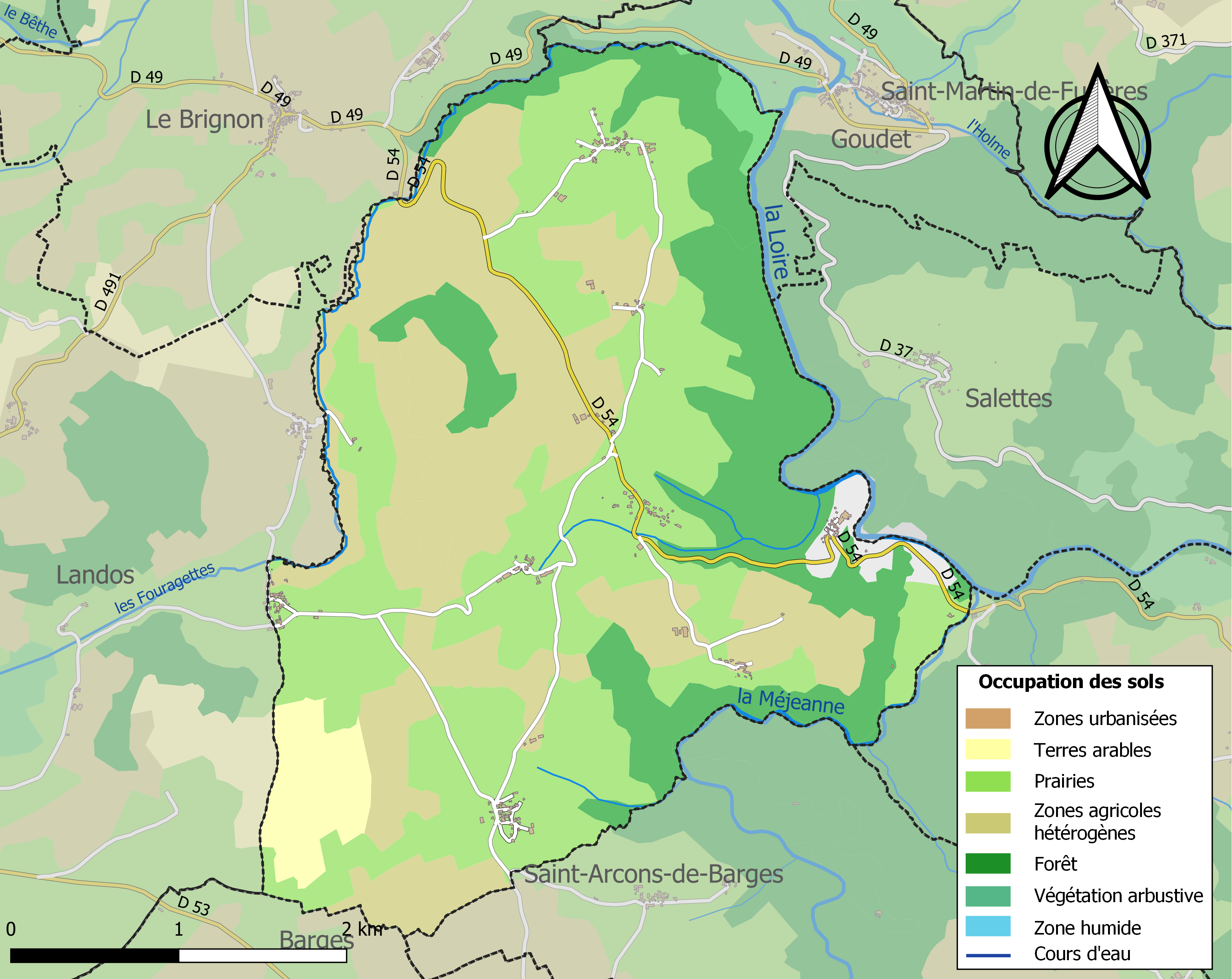
Carte des infrastructures et de l'occupation des sols de la commune en 2018 (CLC).
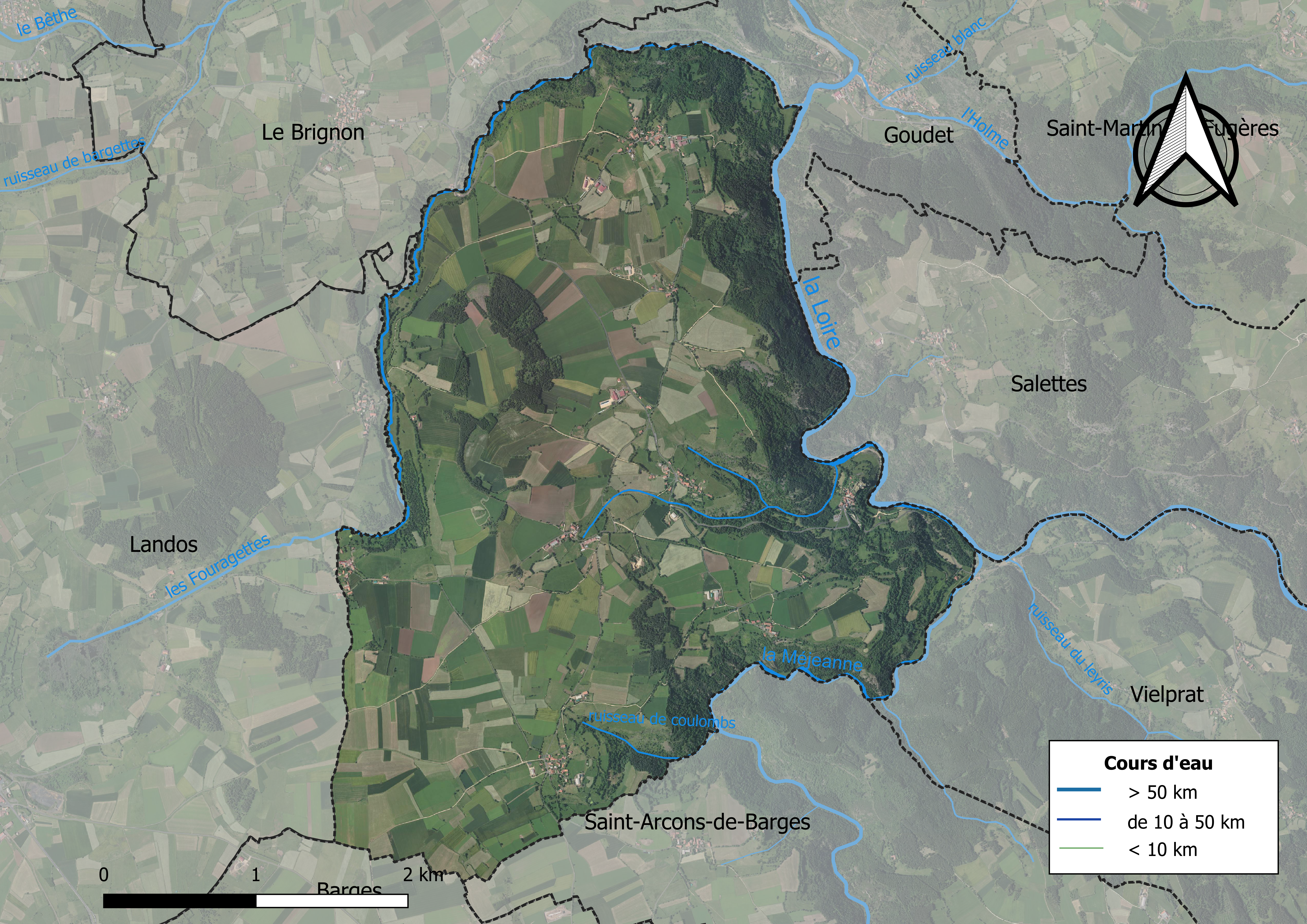
Carte orthophotographique de la commune.

### Habitat et logement
En 2018, le nombre total de logements dans la commune était de 152, alors qu'il était de 153 en 2013 et de 140 en 2008.
Parmi ces logements, 47,4 % étaient des résidences principales, 48 % des résidences secondaires et 4,6 % des logements vacants. Ces logements étaient pour 98,7 % d'entre eux des maisons individuelles et pour 1,3 % des appartements.
Le tableau ci-dessous présente la typologie des logements à Arlempdes en 2018 en comparaison avec celle de la Haute-Loire et de la France entière. Une caractéristique marquante du parc de logements est ainsi une proportion de résidences secondaires et logements occasionnels (48 %) supérieure à celle du département (16,1 %) et à celle de la France entière (9,7 %). Concernant le statut d'occupation de ces logements, 79,2 % des habitants de la commune sont propriétaires de leur logement (78,8 % en 2013), contre 70 % pour la Haute-Loire et 57,5 pour la France entière.
| Typologie                                               | Arlempdes | Haute-Loire | France entière |
| ------------------------------------------------------- | --------- | ----------- | -------------- |
| Résidences principales (en %)                           | 47,4      | 71,5        | 82,1           |
| Résidences secondaires et logements occasionnels (en %) | 48        | 16,1        | 9,7            |
| Logements vacants (en %)                                | 4,6       | 12,4        | 8,2            |

## Toponymie
Le nom de la localité est attesté sous les formes Arlemde en 1215, Harnempde en 1248, Castrum Arllemdii en 1267 qui nous informe de la présence du château dont il reste quelques vestiges sur un rocher surplombant la Loire.
Endroit stratégique et haut lieu spirituel, le toponyme dériverait du celtique Ar-Nemeton (sanctuaire, lieu sacré), prototype d'*Arnemetum, ou mieux, *Arenemetum signifiant devant le nemeton (temple).
Son nom en langue occitane, Arlempde, est lui-même à l'origine de celui en français.

## Histoire

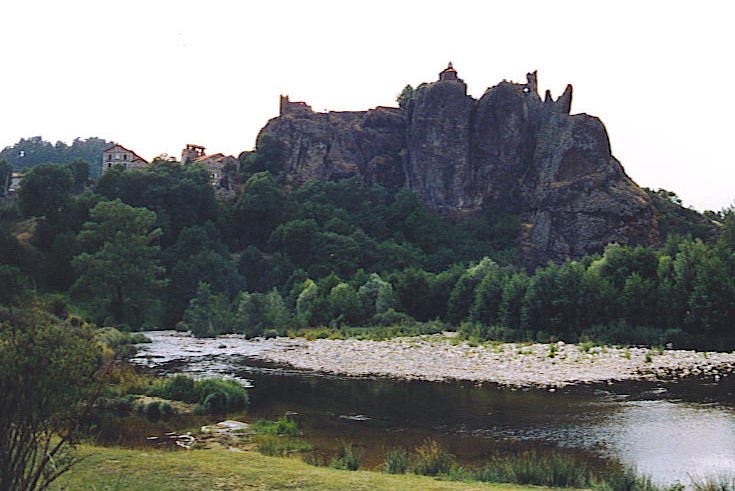
Le rocher et château surplombant la Loire.

Le site d'Arlempdes domine une boucle de la Loire et sert de « verrou » entre plusieurs vallées. C'est ainsi qu'il a naturellement été choisi comme site religieux, d'où son nom Arlempdes (< gaulois *Ar(e)-nemeton « temple de l'est »), et comme site militaire. Dans l'Antiquité, un camp romain est installé provisoirement sur une colline avoisinante : le camp d'Antoune. Il est occupé par une garnison romaine au temps de la Guerre des Gaules (Ier siècle av. J.-C.).
Dès le haut Moyen Âge, le dyke d'Arlempdes est habité. La chapelle Saint-Jacques, dont la construction actuelle date du XIIe siècle, semble avoir été précédée par une chapelle plus ancienne, qui servit de point de départ à l'installation permanente d'habitants.
Le château, qu'une bulle du pape Clément IV mentionne pour la première fois en 1267, est construit du XIIIe au XVIe siècle, avec de nombreux remaniements. Il présente la caractéristique d'être totalement imbriqué dans la roche et de s'adapter à sa morphologie. Il ne présente donc pas un plan classique de forteresse féodale. Les remparts sont naturellement prolongés par la roche volcanique, rendant une ascension quasi impossible. La fonction du château d'Arlempdes est de protéger l'accès vers le nord, donc il est la cible de nombreuses convoitises. Le village sera fortifié au XIVe siècle.
Jusqu'au XVIe siècle, il est possédé par diverses familles de seigneurs locaux, dont la famille de Monlaur, très puissante dans tout le sud de l'Auvergne, ou la famille de Mirabel. Il entre ensuite, après qu'une fille du baron de Montlaur eut épousé Charles de Poitiers en 1450, dans les possessions de Diane de Poitiers, ce qui explique la présence de ses armes gravées dans un mur du château. Le logis seigneurial (dont il ne reste qu'un pan de mur) a été construit pendant sa possession. Par la suite, la forteresse sert de garnison aux troupes royales, sous la direction, une fois encore, d'un seigneur local, comme la famille de Goÿs de Mézeyrac au XVIIIe siècle.
De plus en plus délaissé par les familles qui succèdent à la famille de Goÿs, le château est, dès avant la Révolution française, totalement abandonné : il n'a plus d'intérêt stratégique. Il tombe alors en ruines, les habitants se servant en pierres sur le site. Au XIXe siècle, il est vendu pour un franc symbolique à l'œuvre du Prado. En 1963, une association regroupant des descendants de la famille de Goÿs de Mézeyrac et des passionnés du site rachète les ruines et entreprend la restauration du château.

## Politique et administration

### Découpage territorial
La commune d'Arlempdes est membre de la communauté de communes des Pays de Cayres et de Pradelles, un établissement public de coopération intercommunale (EPCI) à fiscalité propre créé le 31 décembre 2000 dont le siège est à Costaros. Ce dernier est par ailleurs membre d'autres groupements intercommunaux.
Sur le plan administratif, elle est rattachée à l'arrondissement du Puy-en-Velay, au département de la Haute-Loire, en tant que circonscription administrative de l'État, et à la région Auvergne-Rhône-Alpes.
Sur le plan électoral, elle dépend du canton du Velay volcanique pour l'élection des conseillers départementaux, depuis le redécoupage cantonal de 2014 entré en vigueur en 2015, et de la deuxième circonscription de la Haute-Loire   pour les élections législatives, depuis le redécoupage électoral de 1986.

### Élections municipales et communautaires

#### Élections de 2020
Le conseil municipal d'Arlempdes, commune de moins de 1 000 habitants, est élu au scrutin majoritaire plurinominal à deux tours avec candidatures isolées ou groupées et possibilité de panachage. Compte tenu de la population communale, le nombre de sièges à pourvoir lors des élections municipales de 2020 est de 11. La totalité des onze candidats en lice est élue dès le premier tour, le 15 mars 2020, avec un taux de participation de 83,8 %.
Daniel Liaboeuf est élu nouveau maire de la commune le 28 mai 2020.
Dans les communes de moins de 1 000 habitants, les conseillers communautaires sont désignés parmi les conseillers municipaux élus en suivant l’ordre du tableau (maire, adjoints puis conseillers municipaux) et dans la limite du nombre de sièges attribués à la commune au sein du conseil communautaire. Un siège est attribué à la commune au sein de la communauté de communes des Pays de Cayres et de Pradelles.

#### Liste des maires
| Période                                  | Période  | Identité              | Étiquette | Qualité                                             |
| ---------------------------------------- | -------- | --------------------- | --------- | --------------------------------------------------- |
| Les données manquantes sont à compléter. |          |                       |           |                                                     |
| 1792                                     | 1795     | Jean-Louis Boyer      |           |                                                     |
| 1795                                     | 1796     | François Pons         |           |                                                     |
| 1796                                     | 1798     | Mathieu Pagès         |           |                                                     |
| 1798                                     | 1799     | Claude Crouzet        |           |                                                     |
| 1799                                     | 1813     | Pierre Pons           |           |                                                     |
| 1813                                     | 1816     | Jean-Louis Boyer      |           |                                                     |
| 1816                                     | 1832     | Jean-François Pons    |           |                                                     |
| 1832                                     | 1847     | Jean-Claude Liabeuf   |           |                                                     |
| 1847                                     | 1848     | Pierre Bruschet       |           |                                                     |
| 1848                                     | 1865     | Baptiste Bruschet     |           |                                                     |
| 1865                                     | 1870     | François Borie        |           |                                                     |
| 1870                                     | 1881     | Baptiste Bruschet     |           |                                                     |
| 1881                                     | 1883     | Pierre Enjolras       |           |                                                     |
| 1883                                     | 1884     | Baptiste Bruschet     |           |                                                     |
| 1884                                     | 1896     | Pierre Gerbier        |           |                                                     |
| 1896                                     | 1902     | Florentin Robert      |           |                                                     |
| 1902                                     | 1908     | Baptiste Liabeuf      |           |                                                     |
| 1908                                     | 1910     | Pierre Gerbier        |           |                                                     |
| 1910                                     | 1912     | Pierre Enjolras       |           |                                                     |
| 1912                                     | 1914     | Pierre Gerbier (fils) |           |                                                     |
| 1914                                     | 1919     | Auguste Imbert        |           | conseiller délégué pour remplacer le maire mobilisé |
| 1919                                     | 1919     | Pierre Gerbier        |           |                                                     |
| 1919                                     | 1919     | Denis Chacornac       |           |                                                     |
| 1919                                     | 1925     | Auguste Marion        |           |                                                     |
| 1925                                     | 1945     | Baptiste Boudignon    |           |                                                     |
| 1945                                     | 1959     | Pascal Robert         |           |                                                     |
| 1959                                     | 1968     | Jean-Baptiste Liabeuf |           |                                                     |
| 1968                                     | 1983     | Jean-Louis Liabeuf    |           |                                                     |
| 1983                                     | 1995     | Julien Liabeuf        |           |                                                     |
| 1995                                     | 2020     | Gérard Testud         | DVD       | Retraité agricole                                   |
| 2020                                     | En cours | Daniel Liabœuf        |           |                                                     |

L'élection municipale a été annulée par le tribunal administratif en juin 2014.

## Population et société

### Démographie
Les habitants sont appelés les  Arlempdois.

#### Évolution démographique
L'évolution du nombre d'habitants est connue à travers les recensements de la population effectués dans la commune depuis 1793. Pour les communes de moins de 10 000 habitants, une enquête de recensement portant sur toute la population est réalisée tous les cinq ans, les populations de référence des années intermédiaires étant quant à elles estimées par interpolation ou extrapolation. Pour la commune, le premier recensement exhaustif entrant dans le cadre du nouveau dispositif a été réalisé en 2008.

En 2022, la commune comptait 148 habitants, en évolution de +10,45 % par rapport à 2016 (Haute-Loire : +0,36 %, France hors Mayotte : +2,11 %).
| 1793 | 1800 | 1806 | 1821 | 1831 | 1836 | 1841 | 1846 | 1851 |
| ---- | ---- | ---- | ---- | ---- | ---- | ---- | ---- | ---- |
| 721  | 476  | 513  | 513  | 544  | 471  | 477  | 553  | 519  |

| 1856 | 1861 | 1866 | 1872 | 1876 | 1881 | 1886 | 1891 | 1896 |
| ---- | ---- | ---- | ---- | ---- | ---- | ---- | ---- | ---- |
| 531  | 534  | 514  | 512  | 514  | 518  | 537  | 538  | 536  |

| 1901 | 1906 | 1911 | 1921 | 1926 | 1931 | 1936 | 1946 | 1954 |
| ---- | ---- | ---- | ---- | ---- | ---- | ---- | ---- | ---- |
| 544  | 550  | 527  | 510  | 468  | 451  | 428  | 367  | 326  |

| 1962 | 1968 | 1975 | 1982 | 1990 | 1999 | 2006 | 2008 | 2013 |
| ---- | ---- | ---- | ---- | ---- | ---- | ---- | ---- | ---- |
| 270  | 211  | 220  | 182  | 142  | 114  | 129  | 133  | 135  |

| 2018 | 2022 | - | - | - | - | - | - | - |
| ---- | ---- | - | - | - | - | - | - | - |
| 141  | 148  | - | - | - | - | - | - | - |

#### Pyramide des âges
La population de la commune est relativement âgée.
En 2018, le taux de personnes d'un âge inférieur à 30 ans s'élève à 18,4 %, soit en dessous de la moyenne départementale (31 %). À l'inverse, le taux de personnes d'âge supérieur à 60 ans est de 45,4 % la même année, alors qu'il est de 31,1 % au niveau départemental.
En 2018, la commune comptait 68 hommes pour 73 femmes, soit un taux de 51,77 % de femmes, légèrement supérieur au taux départemental (50,87 %).
Les pyramides des âges de la commune et du département s'établissent comme suit.
| Hommes | Classe d’âge | Femmes |
| ------ | ------------ | ------ |
| 0,0    | 90 ou +      | 0,0    |
| 13,2   | 75-89 ans    | 13,7   |
| 35,3   | 60-74 ans    | 28,8   |
| 25,0   | 45-59 ans    | 26,0   |
| 13,2   | 30-44 ans    | 8,2    |
| 4,4    | 15-29 ans    | 11,0   |
| 8,8    | 0-14 ans     | 12,3   |

| Hommes | Classe d’âge | Femmes |
| ------ | ------------ | ------ |
| 0,9    | 90 ou +      | 2,5    |
| 8,4    | 75-89 ans    | 11,7   |
| 20,4   | 60-74 ans    | 20,5   |
| 21,3   | 45-59 ans    | 20,3   |
| 16,8   | 30-44 ans    | 16,3   |
| 15,2   | 15-29 ans    | 13,2   |
| 17     | 0-14 ans     | 15,6   |

### Vie locale et manifestations
Le festival d'Arlempdes, créé en 1995, est une quinzaine théâtrale. Il a lieu chaque année à la fin du mois de juillet, dans l'enceinte du château médiéval.

## Économie
Le village vit essentiellement du tourisme. Quatre gîtes ruraux et un hôtel-restaurant permettent l'accueil des touristes.
Les villages et lieux-dits de la commune sont agricoles. La commune compte 18 exploitations principales, dont la production principale est le lait.

### Emploi
| Division       | 2008  | 2013  | 2018  |
| -------------- | ----- | ----- | ----- |
| Commune        | 1,3 % | 5,3 % | 2,7 % |
| Département    | 6,3 % | 7,7 % | 7,7 % |
| France entière | 8,3 % | 10 %  | 10 %  |

En 2018, la population âgée de 15 à 64 ans s'élève à 74 personnes, parmi lesquelles on compte 74,3 % d'actifs (71,6 % ayant un emploi et 2,7 % de chômeurs) et 25,7 % d'inactifs,. Depuis 2008, le taux de chômage communal (au sens du recensement) des 15-64 ans est inférieur à celui de la France et du département.
La commune est hors attraction des villes,. Elle compte 30 emplois en 2018, contre 31 en 2013 et 29 en 2008. Le nombre d'actifs ayant un emploi résidant dans la commune est de 54, soit un indicateur de concentration d'emploi de 55,4 % et un taux d'activité parmi les 15 ans ou plus de 44,4 %.
Sur ces 54 actifs de 15 ans ou plus ayant un emploi, 28 travaillent dans la commune, soit 52 % des habitants. Pour se rendre au travail, 66,7 % des habitants utilisent un véhicule personnel ou de fonction à quatre roues, 1,9 % les transports en commun, 11,2 % s'y rendent en deux-roues, à vélo ou à pied et 20,4 % n'ont pas besoin de transport (travail au domicile).

### Activités hors agriculture
12 établissements sont implantés  à Arlempdes au 31 décembre 2019. Le tableau ci-dessous en détaille le nombre par secteur d'activité et compare les ratios avec ceux du département,.
| Secteur d'activité                                                     | Commune | Commune | Département |
| Secteur d'activité                                                     | Nombre  | %       | %           |
| ---------------------------------------------------------------------- | ------- | ------- | ----------- |
| Ensemble                                                               | 12      |         |             |
| Industrie manufacturière, industries extractives et autres             | 6       | 50 %    | (14,2 %)    |
| Commerce de gros et de détail, transports, hébergement et restauration | 4       | 33,3 %  | (28,8 %)    |
| Information et communication                                           | 2       | 16,7 %  | (1,9 %)     |

Le secteur de l'industrie manufacturière, des industries extractives et autres est prépondérant sur la commune puisqu'il représente 50 % du nombre total d'établissements de la commune (6 sur les 12 entreprises implantées  à Arlempdes), contre 14,2 % au niveau départemental.

### Agriculture
La commune fait partie de la petite région agricole dénommée « Velay Basaltique ». En 2010, l'orientation technico-économique de l'agriculture  sur la commune est la production de bovins, orientation élevage et viande.
|                                   | 1988  | 2000 | 2010 |
| --------------------------------- | ----- | ---- | ---- |
| Exploitations                     | 29    | 22   | 21   |
| Superficie agricole utilisée (ha) | 1 096 | 1332 | 1332 |

Le nombre d'exploitations agricoles en activité et ayant leur siège dans la commune est passé de 29 en 1988 à 22 en 2000 puis à 21 en 2010, soit une baisse de 28 % en 22 ans. Le même mouvement est observé à l'échelle du département qui a perdu pendant cette période 43 % de ses exploitations. La surface agricole utilisée sur la commune a quant à elle augmenté, passant de 1 096 ha en 1988 à 1 332 ha en 2010. Parallèlement la surface agricole utilisée moyenne par exploitation a augmenté, passant de 38 à 63 ha.

## Culture locale et patrimoine

### Lieux et monuments

#### Église Saint-Pierre

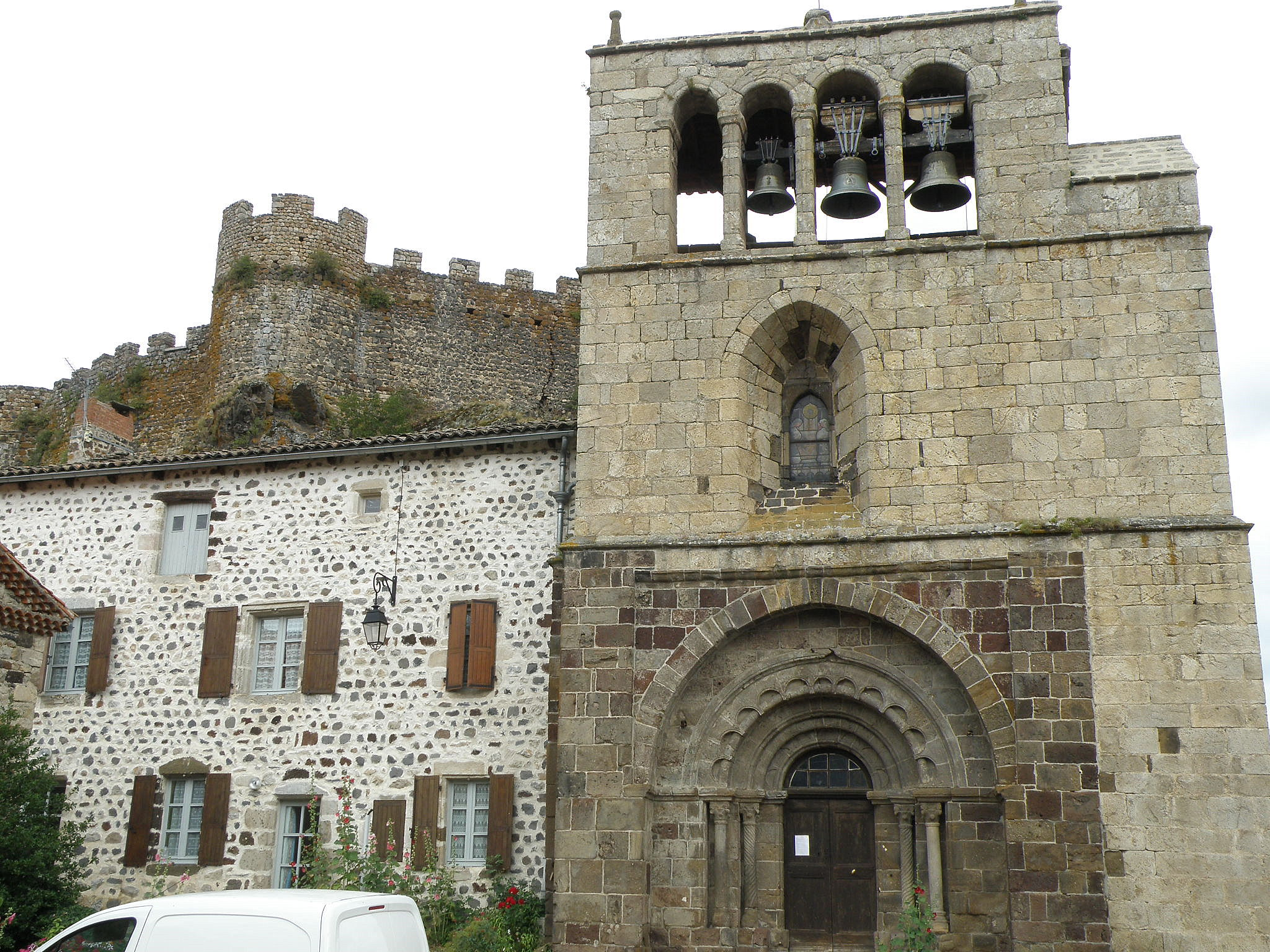
Église romane Saint-Pierre.

L'église romane Saint-Pierre, composée d’un vaisseau unique, de trois travées, et d’un chœur clos par un mur plat, fut construite au XIIe siècle et au XIIIe siècle, puis remaniée au XVIe siècle. Elle comporte un clocher à peigne rectangulaire à quatre arcades du XVIe siècle, typique du Languedoc, un portail occidental à quatre colonnes, dont deux torsadées, et une archivolte polylobée. (Classée monument historique le  16 septembre 1907).

#### Croix de pierre

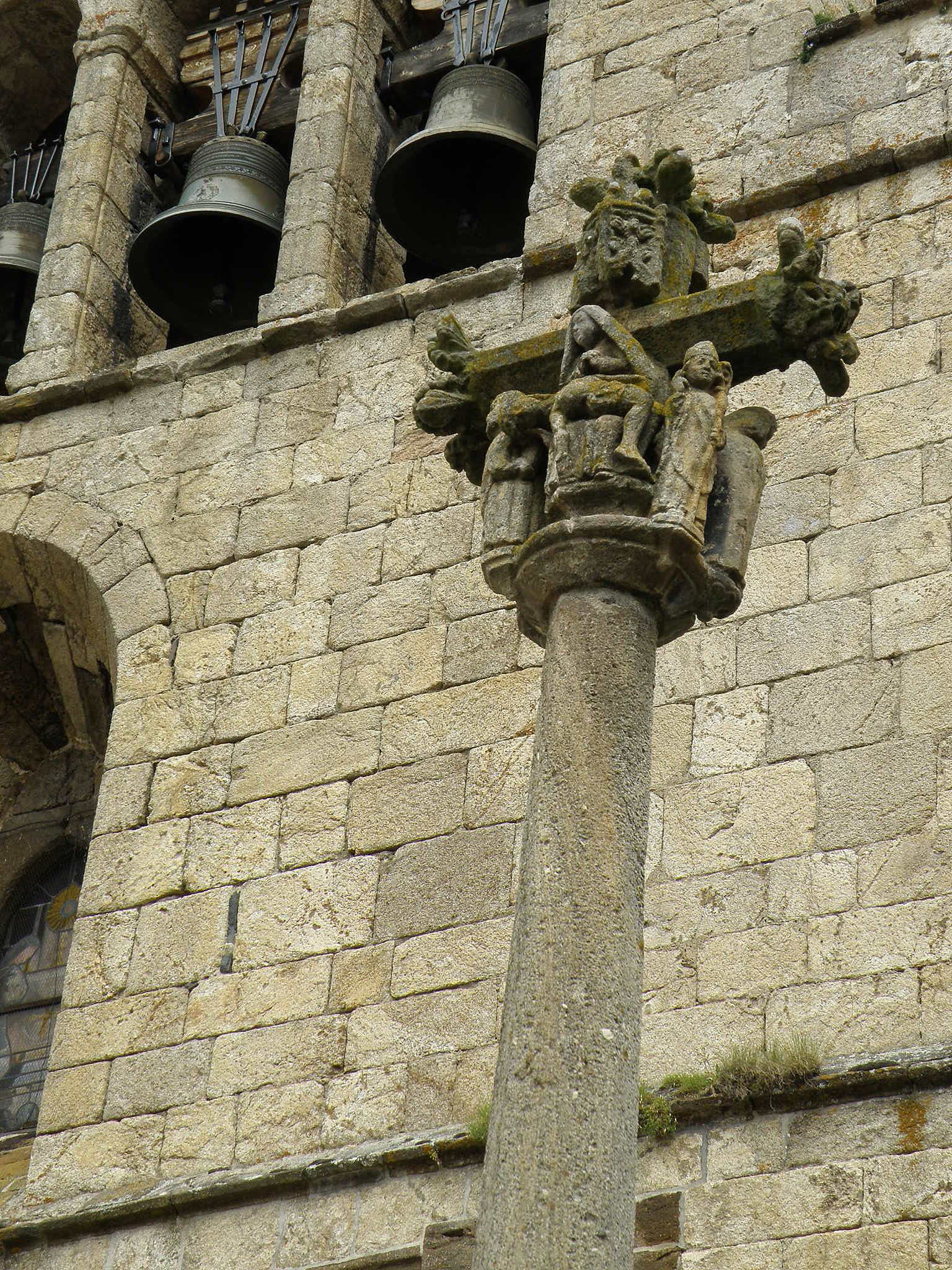
Croix historiée du XVe siècle (face avec la pietà).

La croix monumentale en pierre du XVe siècle, naguère située sur le mur de l’ancien cimetière, non loin du portail d’entrée de l'église, est composée d'un fût octogonal et d'une partie supérieure (la croix proprement dite), historiée sur les deux faces : l’une, celle tournée vers l’ouest, s’ornant d’une pietà, l’autre représentant la crucifixion. (Classé monument historique le 28 mai 1907).

#### Poterne

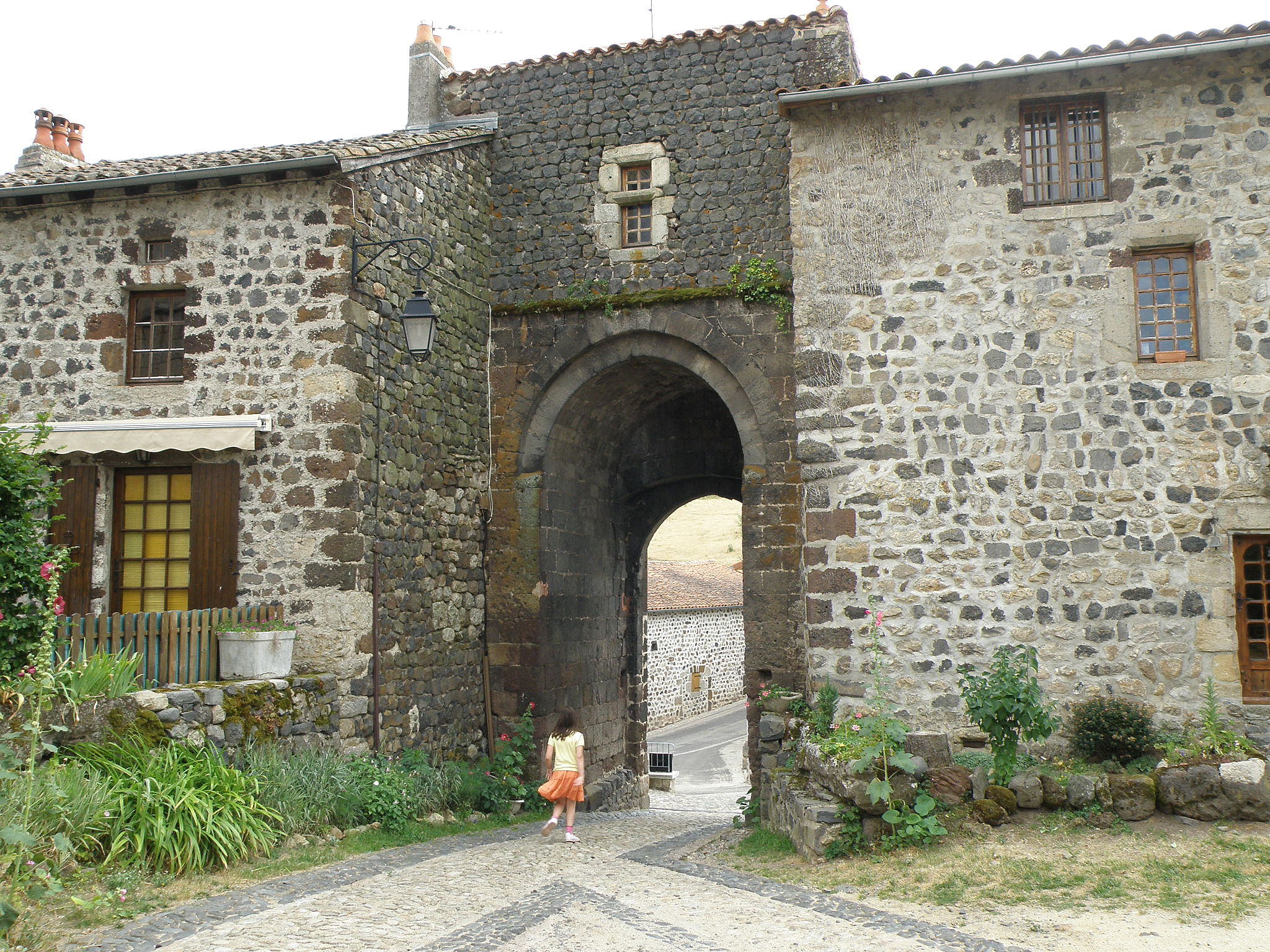
La poterne, face nord.

L'ancienne porte d'enceinte, dite poterne, datée de 1066 ― si l’on en croit une inscription gravée dans une plaque de marbre ― est composée d'une haute voûte en berceau brisé, que surmonte une salle prenant jour, sur la face nord (c'est-à-dire intérieure), par une fenêtre à meneau ; un deuxième étage sous comble, éclairé par une petite fenêtre dans la face sud (extérieure), fut probablement (comme le porte à supposer la différence de mise en œuvre de la maçonnerie entre les deux étages) ajoutée postérieurement, au XIVe ou XVe siècle. Cette porte était autrefois intégrée à l’enceinte extérieure du château, laquelle se raccordait aux murailles du château proprement dit par le sud-est et le nord-ouest (Inscription MH le 27 septembre 1971).

#### Château
Le château, aujourd'hui ruiné, hormis la chapelle castrale et un corps de bâtiment non loin de celle-ci dont le rez-de-chaussée (la salle d’armes) a gardé sa voûte, coiffe un relief basaltique situé le long de la jeune Loire, dont la paroi orientale, face au fleuve, présente des à-pics d’une centaine de mètres de hauteur. Il se présente grosso modo comme un rectangle de 30 sur 80 mètres, délimité par des fronts de courtine plus ou moins rectilignes, à l’exception de la portion nord-est de l’enceinte, d’un dessin irrégulier, où le château tend à se soumettre aux contraintes topographiques induites par la morphologie des falaises à cet endroit. Le côté le plus exposé est le flanc nord-ouest. Les murailles sont jalonnées de tours d’angle et de tours de flanquement (sept au total). Au centre de la forteresse, un mur, aujourd'hui à l’état de débris, relié à une tour circulaire, qui servit autrefois de donjon, subdivise le château en deux parties distinctes. La moitié sud a l’aspect d’un terre-plein dégagé, alors que la partie nord est densément occupée de bâtiments, pour la plupart ruinés : la chapelle, du XIIe siècle, préservée ; un pan de mur, seul élément à subsister de l’ancien logis seigneurial construit par les Poitiers aux XVe et XVIe siècles ; des vestiges de geôles, près de la salle d’armes, déjà mentionnée ; enfin quelques restes de murs et de fenêtres près du portail d'entrée (daté du XIIe) dans le nord-ouest du château. Les soubassements des murailles remontent au XIIIe siècle, et le reste des constructions date des XVe et XVIe siècles, c'est-à-dire de l'époque à laquelle les Poitiers s'appliquèrent à remettre en état et à reconstruire la forteresse.
La chapelle castrale Saint-Jacques du XIIe siècle, bâtie en pierre rouge, et nouvellement rénovée, est la seule partie conservée du château féodal primitif élevé au XIIe siècle. Peu décorée et d’aspect rustique à l’intérieur, elle se compose d’une nef voûtée en berceau, aux parois latérales évidées sous un arc de décharge surbaissé, se prolongeant par une abside ronde voûtée en cul-de-four, plus ou moins de même largeur (Inscription MH le 27 février 1926, puis les alentours en 1945).

### Personnalités liées à la commune
Le marquis d'Arlempdes fut avec Pilâtre de Rozier le premier aérostatier.